# Boarul
Boarul (Bootes potrivit terminologiei latine a Uniunii Astronomice Internaționale) este o constelație vizibilă în emisfera nordică sau boreală. În limba română, această constelație mai este cunoscută și sub numele de Văcarul.

## Observare
Cel mai simplu mod de recunoaștere este prelungirea cozii constelației Ursei Mari.
Constelația este situată între 0° și +60° declinație. Numele provine de la grecescul Βοώτης, Boōtēs, însemnând cioban sau plugar (literal: „conducător de boi”). Această constelație este una dintre cele 48 de constelații descrise de către astronomul Ptolemeu în preajma secolului al II-lea și face parte, azi, din grupa celor 88 de constelații moderne. 
Constelația Boarului conține a treia stea ca luminozitate de pe cerul nopții, și anume Arcturus.

## Descriere și localizare

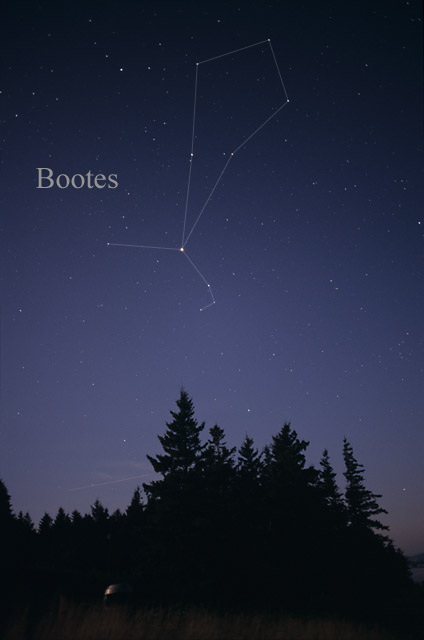
Constelația Boarul așa cum e văzută cu ochiul liber.

## Istorie
Această constelație poartă numele de Boarul / Bootes de mult timp (a fost compilată sub această denumire de Aratos din Soli, apoi de Ptolomeu), totuși este dificil să se spună „pe cine” reprezintă acest Boar. Potrivit unei versiuni, ar fi vorba de un țăran care-și conduce cei șapte boi (septem triones) din constelația Ursa Mare cu ajutorul câinilor săi Chara și Asterion (din constelația Câinii de Vânătoare). Boii ar fi legați de axa polară, iar Boarul ar perpetua rotația cerului.
Boarul ar putea fi semizeul Philomelos, inventatorul plugului, lucru ce i-a plăcut mamei sale Demeter, zeița secerișului, care l-a fixat pentru totdeauna pe bolta cerească.
Vechea constelație Mons Maenalus („Muntele Manalus”), creată de Johannes Hevelius, se afla între Fecioara și Boarul, la sud de Boar. Din păcate, aceasta nu a fost prea populară și nici nu a existat mult timp, deoarece era o constelație formată din stele foarte palide și greu de văzut cu ochiul liber.
În trecut, ciobanii români care se uitau la cerul înstelat considerau constelația Boarului ca fiind Ucigă-l Toaca sau Dracul, și adevărul este că, într-adevăr se aseamănă (Boarul conține și două coarne; o pereche este formată din Coroana Boreală, iar cealaltă dintr-o înșiruire de stele ce merge spre Carul Mare).

## Mitologie
În anticul Babilon, stelele constelației Boarului erau cunoscute sub numele de SHU.PA. Ele au fost descrise ca aparținând unei constelații a zeului Enlil, care era liderul pantenonului babilonian și patronul special al agricultorilor babilonieni.

## În literatură
În volumul Tristele, Cartea I, Cântul IV (Între dor și frică) al poetului Ovidiu: 
„Văcarul, paznic Ursei, în mare se scufundă
Și, iată, vînzolește al apelor senin, 
Iar eu despic cu nava noianul cel ionic!”

## Obiecte cerești

Vizibilitatea nocturnă a constelației Boarul

### Stelele cele mai strălucitoare

#### Arcturus (αBootis)
Steaua cea mai strălucitoare a constelației este α Bootis (Arcturus), care se situează în prelungirea cozii Ursei Mari. Numele său, în greaca veche semnifică „Paznicul Urșilor”.
α Bootis este o gigantă orange, cu un diametru de 30 de ori mai mare decât Soarele; este a 4-a cea mai strălucitoare stea văzută de pe Terra.
Arcturus este unul dintre vârfurile asterismului cunoscut sub numele de Triunghiul de Primăvară, celelalte două vârfuri fiind reprezentate de către stelele α Virginis (Spica) și β Leonis (Denebola).

#### Izar (εBootis)
Izar (ε Bootis), „Brâul” în arabă, este o stea stea dublă separabilă într-o stea principală portocalie de magnitudine 2,7 și un companion albastru-verde de magnitudine 5,12. Ea este cunoscută și sub denumirea din latină Pulcherima: „Cea mai frumoasă”.

#### Muphrid (ηBootis)
Muphrid (η Bootis), „Solitara” în arabă, este o stea de culoare și temperatură destul de asemănătoare Soarelui nostru, dar al cărui proces de fuziune a hidrogenului s-a terminat de puțin timp. Muphrid se află, prin urmare, într-un proces tranzitoriu înainte de a deveni o gigantă roșie.
Muphrid este o stea dublă. Companionul său, probabil o pitică albă, se învârte în jurul ei în 1,35 ani.

### Alte stele
Boarul este bogat în stele destul de strălucitoare, dispuse urmând o configurație destul de ușor de recunoscut și un anumit număr din aceste stele poartă un nume: Nekkar (β Bootis), „Conducătorul Boilor” în arabă (un nume similar cu cel al stelei Arcturus), este o stea gigantă pe punctul de a începe fuziunea nucleului său de heliu, Seginus (γ Bootis), Asellus Primus (θ Bootis) și Alkalurops (μ Bootis).
τ Boötis, o stea relativ asemănătoare Soarelui nostru, este orbitată de planeta masivă Jupiter fierbinte τ Boötis Ab. Este una dintre planetele extrasolare descoperite și este una dintre cele mai studiate în momentul de față.
Totodată, constelația Boarului găzduiește un mare număr de stele duble, spre deliciul astronomilor amatori, care le privesc de obicei primăvara și vara.

### Numele stelelor
| Bayer | Nume                    | Origine | Semnificație                 |
| ----- | ----------------------- | ------- | ---------------------------- |
| α     | Arcturus                | Greacă  | gardianul / paznicul urșilor |
| β     | Nekkar                  | Arabă   | Conducătorul boilor Boarul   |
| γ     | Seginus                 | Arabă   | numele                       |
| ε     | Epsilon Boötis sau Izar | Arabă   | brâul                        |
| η     | Muphrid                 | Arabă   | cea solitară                 |
| μ     | Alkalurops              | Arabă   | persoana boarului            |
| h     | Merga                   | Latină  | grebla sau sapa              |
| ψ     | Nadlat                  | Arabă   | cea mică                     |

### Stele duble
| Principalele stele duble |                                         |                                         |             |             |                              |         |
| Nume                     | Coordonate ecuatoriale la epoca J2000.0 | Coordonate ecuatoriale la epoca J2000.0 | Magnitudine | Magnitudine | Separare (în secunde de arc) | Culoare |
| Nume                     | AR                                      | Dec                                     | A           | B           | Separare (în secunde de arc) | Culoare |
| Kappa 2 Bootis           | 14h 13m 29s                             | +51° 47′ 24″                            | 4,54        | 6,69        | 13,4                         | g + g   |
| Iota Bootis              | 14h 16m 10s                             | +51° 22′ 01″                            | 4,75        | 8,3         | 38,7                         | b + b   |
| HD 126128/9              | 14h 23m 23s                             | +08° 26′ 45″                            | 5,12        | 6,86        | 6,2                          | b + b   |
| Pi Bootis                | 14h 40m 44s                             | +16° 25′ 05″                            | 4,94        | 5,88        | 5,7                          | b + b   |
| Zeta Bootis              | 14h 41m 09s                             | +13° 43′ 42″                            | 4,43        | 4,83        | 1,2                          | b + b   |
| Epsilon Bootis (Izar)    | 14h 44m 59s                             | +27° 04′ 27″                            | 2,70        | 5,12        | 2,8                          | ar + b  |
| Xi Bootis                | 14h 51m 23s                             | +19° 06′ 02″                            | 4,74        | 6,9         | 7,2                          | ar + ar |
| HD 131473                | 14h 53m 23s                             | +15° 42′ 19″                            | 7,5         | 7,5         | 4,3                          | g + g   |
| Delta Bootis             | 15h 15m 30s                             | +33° 18′ 54″                            | 3,47        | 7,9         | 104,9                        | ar + g  |
| μ1-Mu 2 Bootis           | 15h 24m 30s                             | +37° 21′ ″                              | 4,31        | 6,50        | 108,9                        | b + g   |

### Obiect cerești îndepărtate
- NGC 5466 este un roi globular deschis ce poate fi observat prin ocularele celor mai multe telescoape. Acesta a fost descoperit de către William Herschel la 17 mai 1784.
- Vidul Boarului este o secțiune foarte vastă a spațiului intergalactic, dar care conține foarte puține galaxii vizibile momentan. Bineînțeles, acest vid este situat în zona constelației Boarului.
- Galaxia pitică Boarul (Boo I dSph) este un palid satelit a galaxiei noastre, Calea Lactee. Această galaxie pitică este situată la 197.000 de ani-lumină, sau 60 de kiloparseci de Pământ.